# Ganesha annamita
Ganesha annamita är en kammanetart som beskrevs av Dawydoff 1946. Ganesha annamita ingår i släktet Ganesha och familjen Ganeshidae. Inga underarter finns listade i Catalogue of Life.